# 82 Syberyjski Pułk Piechoty
82 Syberyjski Pułk Strzelców im. Tadeusza Kościuszki (82 pp) – oddział piechoty Wojska Polskiego.

## Formowanie i walki
10 lipca 1920 roku na pokładzie statku „Jarosław” przypłynęła do Gdańska ocalała część żołnierzy 1 pułku strzelców polskich im. Tadeusza Kościuszki z większością oficerów oraz część zesłańców z rodzinami. Następnego dnia „Odrębny baon 1 pułku strzelców” i Legia Oficerska została załadowana do pociągu. 3 lipca oba oddziały przybyły do Chełmna. Legia Oficerska i rodziny zostały zakwaterowane w Grupie. 10 lipca baon został skierowany na tereny plebiscytowe na Warmii i Mazurach, stając garnizonem w Działdowie i Lubawie. Dowództwo pozostało w Chełmnie.
Część batalionu pułku i część Legii Oficerskiej stała się ostatecznie kadrą 1 Syberyjskiego pułku piechoty, organizującego się przy 63 pułku piechoty w Toruniu. 16 lipca został wydany pierwszy rozkaz pułku.
13 sierpnia 1 Syberyjski pułk piechoty przybył nad Wkrę w okolice Borkowa, gdzie wszedł w skład 5 Armii. Od 22 sierpnia walczył z bolszewickimi oddziałami 4 Armii i 3 Korpusu Konnego Gaj-Chan. 
Dowódcy batalionów w sierpniu 1920
- I batalion – mjr Jan Czaplo
- II batalion – mjr Zygmunt Grabowski
- III batalion – mjr Emil Werner

### Kawalerowie Virtuti Militari
| Żołnierze pułku odznaczeni Krzyżem Srebrnym Orderu Wojskowego Virtuti Militari za wojnę 1918-1920 | Żołnierze pułku odznaczeni Krzyżem Srebrnym Orderu Wojskowego Virtuti Militari za wojnę 1918-1920 | Żołnierze pułku odznaczeni Krzyżem Srebrnym Orderu Wojskowego Virtuti Militari za wojnę 1918-1920 |
| ------------------------------------------------------------------------------------------------- | ------------------------------------------------------------------------------------------------- | ------------------------------------------------------------------------------------------------- |
| ppor. Tadeusz Bandoła nr 7756                                                                     | por. Arnold Bednarowski nr 7720                                                                   | por. Władysław Białas nr 7721                                                                     |
| kpr. Maksymilian Biderman nr 7784                                                                 | por. Kazimierz Biernat *                                                                          | por. Tadeusz Brąglewicz nr 7724                                                                   |
| por. Józef Bulowski                                                                               | kpt. Antoni Cieszkowski *                                                                         | por. Kazimierz Cybulski                                                                           |
| ś.p. mjr Jan Czaplo *                                                                             | ppor. Józef Czyżewski *                                                                           | ppłk Franciszek Dindorf-Ankowicz                                                                  |
| szer. Michał Gołubowicz                                                                           | mjr Zygmunt Grabowski                                                                             | sierż. Stefan Halecki                                                                             |
| sierż. Jan Herich                                                                                 | ppor. Stanisław Janik                                                                             | sierż. Michał Kadela                                                                              |
| por. Antoni Kamiński                                                                              | kpt. Aleksander Kierski *                                                                         | ppor. Jan Koniuszewski                                                                            |
| por. Antoni Kruczyński                                                                            | por. Józef Książek                                                                                | kpt. Rudolf Ksieniewicz                                                                           |
| plut. Leon Kuntc                                                                                  | kpr. Michał Kurneta *                                                                             | kpt. Tadeusz Lipiński nr 7703                                                                     |
| por. Leon Makowski                                                                                | plut. Kazimierz Markowski *                                                                       | szer. Feliks Morawski                                                                             |
| plut. Józef Mroziński                                                                             | kpt. Tadeusz Niziński                                                                             | por. Stanisław Nowak-Skwarczyński                                                                 |
| chor. Franciszek Nowakowski                                                                       | ppor. Marian Ostrowski                                                                            | kpt. Wiktor Pawłowicz                                                                             |
| por. Wiktor Pikulski                                                                              | por. Jan Pindela-Emisarski                                                                        | por. Jan Poborowski                                                                               |
| por. Stefan Pokuciński                                                                            | mjr Wilhelm Popelka                                                                               | kpt. lek. Aleksander Rawa-Mazurkiewicz                                                            |
| ppor. Feliks Robakiewicz *                                                                        | por. Ignacy Rogowski                                                                              | kpt. Tomasz Rybotycki                                                                             |
| ppor. Stefan Sawicki                                                                              | mjr Władysław Sikorski                                                                            | por. lek. Jan Skotnicki                                                                           |
| por. Ludwik Sobolewski                                                                            | por. Kazimierz Sokołowski                                                                         | plut. Jan Sowiński                                                                                |
| ppor. Tadeusz Stolarczyk                                                                          | ppor. Stanisław Stolarz                                                                           | kpt. Ludwik Strugała                                                                              |
| plut. Czesław Szczerbo-Niefidowicz                                                                | st. sierż. Stanisław Szczurek                                                                     | mjr Bronisław Szczyradłowski                                                                      |
| kpt. Stanisław Sztarejko *                                                                        | por. Feliks Terpiłowski                                                                           | pchor. Piotr Trojnar                                                                              |
| mjr Ludwik Trznadel                                                                               | kpt. Józef Ullman                                                                                 | kpt. Stanisław Undas                                                                              |
| pchor. Jan Ustrzycki                                                                              | por. Piotr Wasilewski                                                                             | kpr. Michał Wiącek (Więcek) *                                                                     |
| mjr Emil Werner                                                                                   | por. Edmund Wieprzewski                                                                           | sierż. Józef Zawada                                                                               |
| ppor. Edward Zdunowski                                                                            | por. Franciszek Żebrowski                                                                         | plut. Kazimierz Zerynger                                                                          |
| mjr Antoni Żurakowski                                                                             |                                                                                                   |                                                                                                   |

## Okres międzywojenny

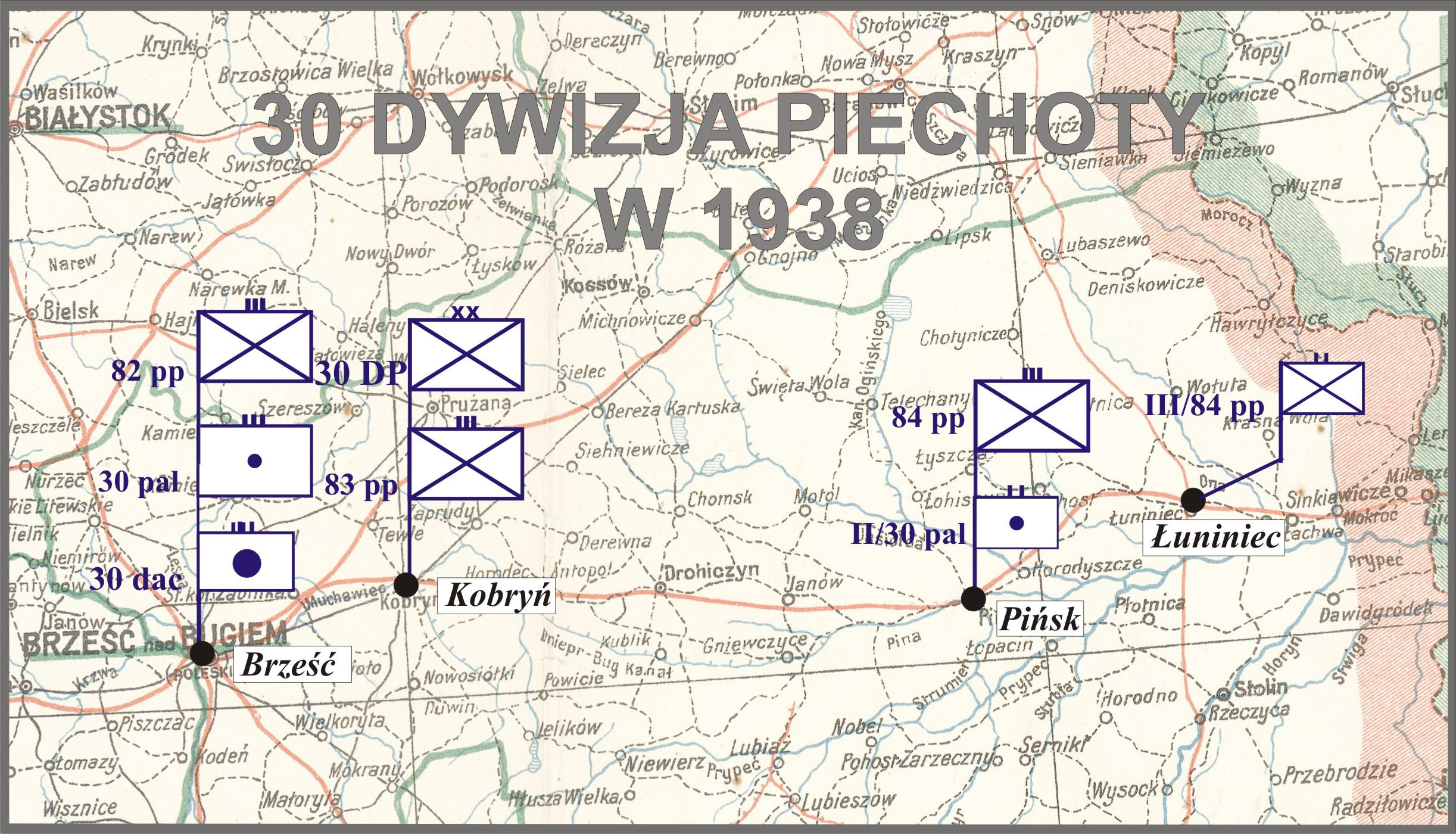
30 Dywizja Piechoty w 1938

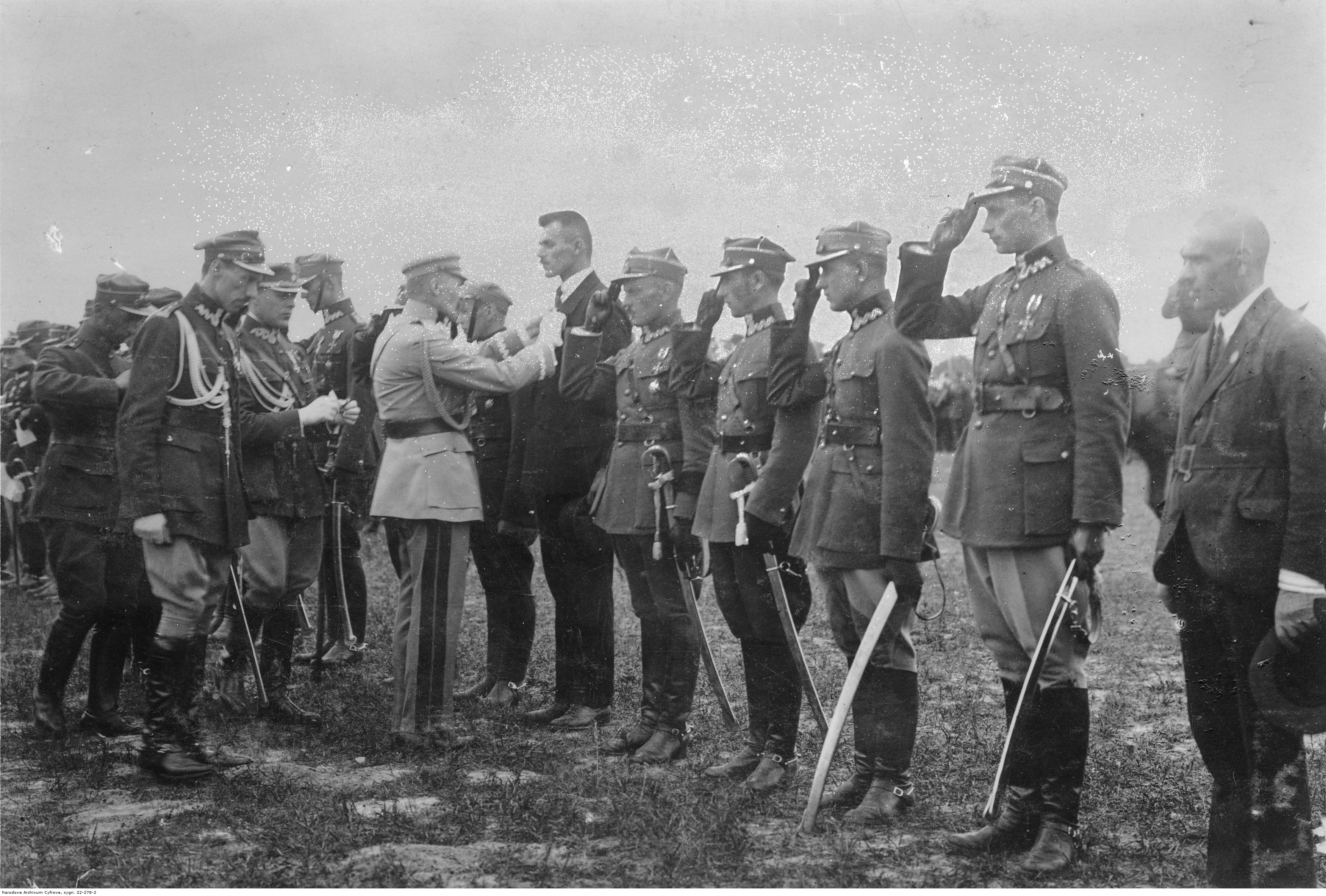
Dekoracja byłych oficerów Brygady Syberyjskiej przez marszałka Józefa Piłsudskiego 16 lipca 1922 r.

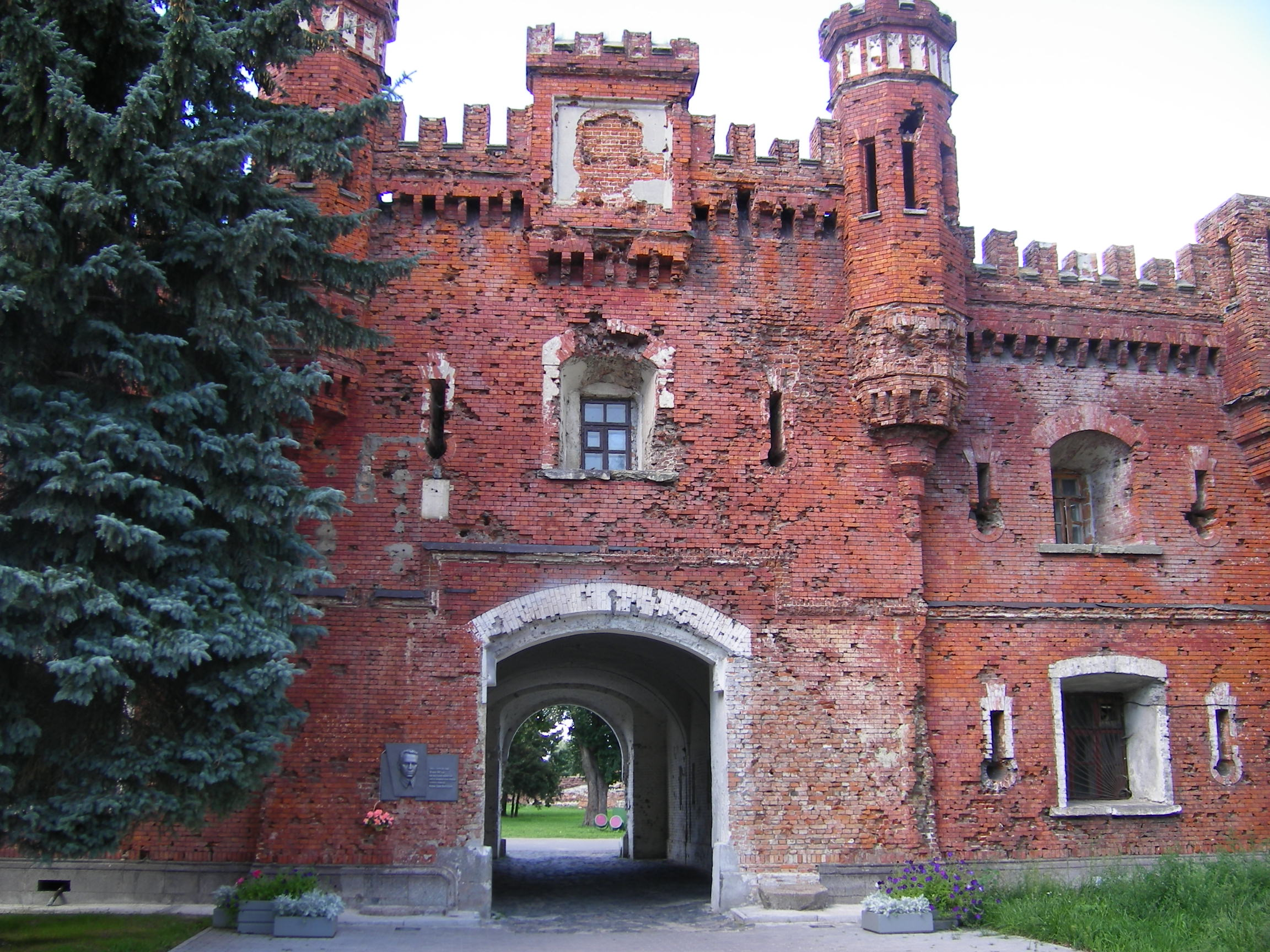
Twierdza brzeska – miejsce stacjonowania pułku

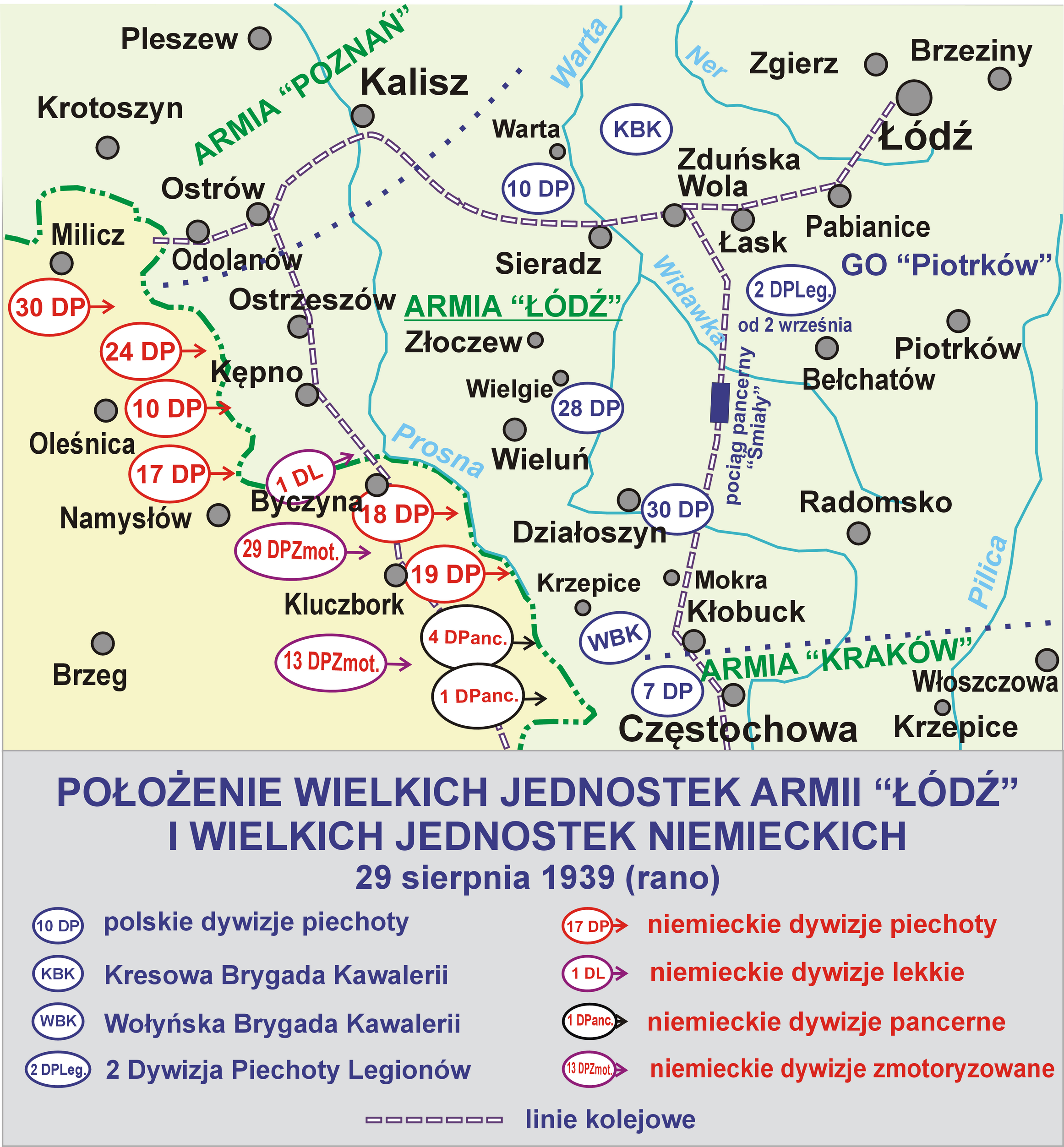
Pułk walczył w składzie 30 DP

22 sierpnia 1921 roku 1 Syberyjski pułk piechoty został przemianowany na 82 Syberyjski pułk piechoty. W październiku 1921 roku pułk został skierowany na miejsce postoju do Brześcia nad Bugiem, na teren Okręgu Korpusu Nr IX gdzie stacjonował do 1939 roku. 20 grudnia 1920 roku został włączony w skład Syberyjskiej Dywizji Piechoty, która później została przemianowana na 30 Dywizję Piechoty.
19 maja 1927 roku Minister Spraw Wojskowych marszałek Polski Józef Piłsudski ustalił i zatwierdził dzień 1 lipca, jako datę święta pułkowego.
Na podstawie rozkazu wykonawczego Ministerstwa Spraw Wojskowych do Departamentu Piechoty o wprowadzeniu organizacji piechoty na stopie pokojowej PS 10-50 z 1930 roku, w Wojsku Polskim wprowadzono trzy typy pułków piechoty. 82 pułk piechoty zaliczony został do typu I pułków piechoty (tzw. „normalnych”). W każdym roku otrzymywał około 610 rekrutów. Stan osobowy pułku wynosił 56 oficerów oraz 1500 podoficerów i szeregowców. W okresie zimowym posiadał batalion starszego rocznika, batalion szkolny i skadrowany, w okresie letnim zaś batalion starszego rocznika i dwa bataliony poborowych. W tym czasie wprowadzono też dodatkowo kompanię karabinów maszynowych. Stan pułku powiększył się o 4 oficerów, 13 podoficerów, 1200 szeregowców i 12 karabinów maszynowych.
31 grudnia 1937 roku Minister Spraw Wojskowych generał dywizji Tadeusz Kasprzycki nadał 82 pułkowi piechoty nazwę „82 Syberyjski Pułk Strzelców imienia Tadeusza Kościuszki”.
| Obsada personalna i struktura organizacyjna w marcu 1939 | Obsada personalna i struktura organizacyjna w marcu 1939 |
| Stanowisko                                               | Stopień, imię i nazwisko                                 |
| Dowództwo, kwatermistrzostwo i pododdziały specjalne     | Dowództwo, kwatermistrzostwo i pododdziały specjalne     |
| -------------------------------------------------------- | -------------------------------------------------------- |
| dowódca pułku                                            | ppłk dypl. Antoni Chruściel                              |
| I zastępca dowódcy                                       | vacat                                                    |
| adiutant                                                 | kpt. Teodor Białobrzeski                                 |
| starszy lekarz                                           | mjr dr Adam Płatek                                       |
| młodszy lekarz                                           | vacat                                                    |
| II zastępca dowódcy (kwatermistrz)                       | mjr piech. Edward Jan Pach                               |
| oficer mobilizacyjny                                     | kpt. adm. (piech.) Jan Korybski                          |
| z-ca oficera mobilizacyjnego                             | kpt. adm. (piech.) Eugeniusz Czaputowicz                 |
| oficer administracyjno-materiałowy                       | kpt. Alojzy Michał Badziąg                               |
| oficer gospodarczy                                       | por. int. Lucjan Świtaj                                  |
| oficer żywnościowy                                       | chor. Jan Kaszubowski                                    |
| oficer taborowy                                          | kpt. tab. Witold Ber                                     |
| kapelmistrz                                              | ppor. adm. Władysław Kołakowski                          |
| dowódca plutonu łączności                                | por. Zygmunt Sikora                                      |
| dowódca plutonu pionierów                                | por. Stanisław Mioduszewski                              |
| dowódca plutonu artylerii piechoty                       | por. art. Piotr Mikolajczuk                              |
| dowódca plutonu ppanc.                                   | por. Stefan Bazyli Czułajewski                           |
| dowódca oddziału zwiadu                                  | por. Tadeusz Jarek                                       |
| I batalion                                               |                                                          |
| dowódca batalionu                                        | mjr Tadeusz Bandola                                      |
| dowódca 1 kompanii                                       | kpt. Wacław Radziszewski                                 |
| dowódca plutonu                                          | por. Tadeusz Antoni Stelmach                             |
| dowódca plutonu                                          | ppor. Stanisław Oleński                                  |
| dowódca 2 kompanii                                       | kpt. Teofil Marian Głodzik                               |
| dowódca plutonu                                          | por. Wiktor Gawurski                                     |
| dowódca 3 kompanii                                       | por. Piotr Nowik                                         |
| dowódca plutonu                                          | por. Stefan Zdoliński                                    |
| dowódca plutonu                                          | ppor. Władysław Stanisław Włodarz                        |
| dowódca 1 kompanii km                                    | kpt. Feliks Dziębowski                                   |
| dowódca plutonu                                          | por. Leon Mierczyński                                    |
| dowódca plutonu                                          | ppor. Gustaw Aleksander Litwin                           |
| II batalion                                              |                                                          |
| dowódca batalionu                                        | mjr Stefan Pękalski                                      |
| dowódca 4 kompanii                                       | por. Mieczysław Postrach                                 |
| dowódca plutonu                                          | ppor. Eugeniusz Henryk Ukryn                             |
| dowódca 5 kompanii                                       | por. Bolesław Lalka                                      |
| dowódca plutonu                                          | ppor. Julian Szewczyk                                    |
| dowódca 6 kompanii                                       | kpt. Jan Sylwester Kruziel                               |
| dowódca plutonu                                          | ppor. Franciszek Krzysztoń                               |
| dowódca plutonu                                          | chor. Jan Pajkert                                        |
| dowódca 2 kompanii km                                    | por. Józef Fedorowicz                                    |
| dowódca plutonu                                          | ppor. Józef Jerzy Malinowski                             |
| III batalion                                             |                                                          |
| dowódca batalionu                                        | mjr Kazimierz Klimczak                                   |
| dowódca 7 kompanii                                       | kpt. Wiktor Chyliński                                    |
| dowódca plutonu                                          | por. Stanisław Olszak                                    |
| dowódca plutonu                                          | ppor. Władysław Czesław Markiewicz                       |
| dowódca plutonu                                          | ppor. Stanisław Sadowski                                 |
| dowódca 8 kompanii                                       | por. Mieczysław Leopold Rogaliński                       |
| dowódca plutonu                                          | por. Józef Kucharczyk                                    |
| dowódca 9 kompanii                                       | kpt. Jan Narel                                           |
| dowódca plutonu                                          | por. Zygmunt Jan Kawa                                    |
| dowódca plutonu                                          | ppor. Kazimierz Demirski                                 |
| dowódca 3 kompanii km                                    | kpt. Bernard Bolesław Kruczyński                         |
| dowódca plutonu                                          | por. Michał Edward Szczerski                             |
| na kursie                                                | por. Kazimierz Zawada                                    |
| na kursie                                                | por. Antoni Cader                                        |
| Dywizyjny Kurs Podchorążych Rezerwy 30 DP                |                                                          |
| dowódca                                                  | mjr Zygmunt Rosiński                                     |
| dowódca plutonu                                          | por. Marian Kamiński                                     |
| dowódca plutonu                                          | por. Józef Kuczak                                        |
| dowódca plutonu                                          | por. Eugeniusz Śmiałowski (83 pp)                        |
| dowódca plutonu                                          | ppor. Jan Matyjaszek                                     |
| 82 obwód przysposobienia wojskowego „Brześć nad Bugiem”  |                                                          |
| kmdt obwodowy PW                                         | kpt. piech. Aleksander Mikuła                            |
| kmdt miejski PW „Brześć”                                 | por. kontr. piech. Ferdynand Trojnicki                   |
| kmdt powiatowy PW „Brześć”                               | kpt. adm.(piech.) Samoszuk Roman                         |
| kmdt powiatowy PW „Prużana”                              | kpt. adm. (piech.) Edmund Schaffek                       |

## Udział w wojnie obronnej 1939
W 1939 82 Syberyjski pułk strzelców w składzie 30 Dywizji Piechoty gen. Leopolda Cehaka miał przydział mobilizacyjny do Grupy Operacyjnej „Piotrków” w ramach Armii „Łódź”. Został zmobilizowany systemem alarmowym 23–27 marca 1939, a następnie przerzucony do Szczercowa, gdzie przygotowywał pozycje obronne nad rzeką Widawką.
Po zarządzeniu pogotowia marszowego (27 sierpnia 1939 i wymarszu nad Wartę (30 sierpnia 1939) pułk objął odcinek obrony od Kochlewa do Bobrownik.
1 września pułk nie brał udziału w walce – wszedł do niej następnego dnia w zajętym rejonie. Tego dnia 82 pp znalazł się pod silnym ostrzałem niemieckiej artylerii XI Korpusu, po którym niemiecka 19 DP przypuściła atak na jego pozycje. Po zaciętej walce Niemcy odrzucili broniącą się 2. kompanię strzelecką. Tu też na odcinku 82 pułku udało się im zrobić pierwszy wyłom. Przeciwuderzenie I batalionu pułku wyrzuciło Niemców za rzekę, przy czym na polu polegli dowódca I baonu major Zygmunt Rosiński i adiutant porucznik Leon Żaczek. Ok. 19:00 Niemcy przypuścili generalny atak i po zaciętej walce odrzucili I i II bat. 82 pp i zajęli rej. Bobrownik wraz z zakolem Warty, ponosząc przy tym duże straty. Ok. 22:00 pułk wraz z innymi oddziałami 30 DP rozpoczął przegrupowanie na główną pozycję obrony. Wojska niemieckie wyczerpane całodzienną walką i poniesionymi stratami nie przeszły do pościgu. W ciągu całego dnia 3 września i w nocy z 3/4 września Niemcy nie nawiązali styczności z pułkiem.
3 września wieczorem pułk obsadził swój odcinek na głównej pozycji obronnej na rz. Widawce pod Szczercowem.
4 i 5 września pułk i cała 30 DP toczyła pod Szczercowem zacięte walki z niemieckim XI Korpusem i utrzymał swoje pozycje.
5 września w czasie walk w rejonie Magdalenowa – Teofilowa – Żar pułk udanym kontrnatarciem odrzucił Niemców z zajętych wcześniej miejscowości.
7 września, obawiając się oskrzydlenia z odsłoniętych boków, 30 DP wycofała się do rejonu Woli Cyrusowej, a 82 pp został przesunięty w rejon Głowna nad rzeką Mroga. Po drodze część oddziałów dostała się do niewoli niemieckiej.
9 września 30 DP stanęła w lasach w rejonie Przyłęku. Stąd postanowiono przebijać się dalej przez wrogie oddziały. 
Siły dywizji liczyły wówczas 40% sił wyjściowych, tj. ok. 5000 żołnierzy. 82 pp obsadził zachodnią część lasów w rejonie Józefowa. Środkową i wschodnią część tego rejonu obsadziły pozostałe pułki piechoty. Generał Cehak wraz ze sztabem (punktem dowodzenia) zajęli odpowiednie pozycje w Przyłęku. Patrole zostały wysłane we wszystkich kierunkach. Miały one za zadanie odnaleźć i zlokalizować siły nieprzyjaciela. Okazało się, że Niemcy znajdowali się na przedpolach. Bardzo złe, alarmujące wręcz wiadomości przychodziły z rejonu Jeżowa i Słupi – stwierdzono tam wrogie oddziały zmotoryzowane. Postanowiono (pomimo przewagi liczebnej wroga) uderzyć na Niemców i otworzyć drogę na Skierniewice. O godzinie 10, 82 pp otrzymał rozkaz uderzenia w kierunku na folwark Krosnowa – Słupię – Julków – Suliszew i uchwycenia tam mostu na Rawce. W czasie przygotowania do uderzenia, o godz. 9.15 ruszyło niemieckie natarcie od strony Słupi w kierunku na Przyłęk Duży. Polskie przeciwnatarcie ruszyło o godz. 10.00 przy silnym wsparciu artylerii. O godz. 11.30 82 pp opanował folwark Krosnowa, a następnie w zażartym boju zajął Słupię. W natarciu zginęło 2 dowódców polskich batalionów: major Stefan Pękalski i major Kazimierz Klimczak. Strona niemiecka poniosła znaczne straty wycofując się w kierunku Modły i Przybyszyc. Pod Modłą część sprzętu zmechanizowanego 18 niemieckiej Dywizji Piechoty utknęła w bagnach powstałych po spuszczeniu wody ze stawów. 30 DP wyszła z okrążenia tracąc ok. 1400 żołnierzy, w tym 465 zabitych.
10–11 września pułk wraz z pozostałościami 30 DP został skierowany do Puszczy Mariańskiej. Gen. Cehak postanowił przegrupować nocą z 10 na 11 września swoją dywizję w rejon Mszczonowa i opanować miasto z zaskoczenia. Jej przegrupowanie rozpoczęło się po zmierzchu i po przejściu ok. 20 km 82 pp, jako jej czołowy oddział, zatrzymał się w rejonie miejscowości Rudki-Młyn, gdzie miał połączyć się ze strzelcami kaniowskimi. Tych jednak w tej okolicy nic było, gdyż w kierunku Mszczonowa przemieścili się innymi drogami kilka godzin wcześniej. 30 DP przebywała w osiągniętym rejonie 11 września, po czym, po przeanalizowaniu ogólnej sytuacji i własnych możliwości gen. Cehak ok. godziny 3.00 odwołał planowane natarcie na Mszczonów i nakazał powrót do Puszczy Mariańskiej, skąd miano przebijać się do stolicy przez Żyrardów.
13 września pułk znajdował się tak, jak i reszta dywizji w odwrocie na Modlin.
Po drodze część oddziałów dostała się do niewoli niemieckiej – pozostałe wraz z GO gen. Thommée przedostały się do Twierdzy Modlin, gdzie obsadziły odcinek „Twierdza”. Siły całej 30 DP wyglądały wówczas następująco: 1840 ludzi, 842 konie, 13 ciężkich karabinów maszynowych, 21 dział.
Żołnierze pułku i dywizji walczyli w obronie twierdzy do jej kapitulacji 29 września.
Batalion marszowy 82 pp pod dowództwem kpt. Wacława Radziszewskiego w składzie Zgrupowania „Brześć” walczył między innymi w obronie twierdzy brzeskiej.
| Struktura organizacyjna i obsada personalna we wrześniu 1939 | Struktura organizacyjna i obsada personalna we wrześniu 1939 | Struktura organizacyjna i obsada personalna we wrześniu 1939 |
| Stanowisko etatowe                                           | Stopień, imię i nazwisko                                     | Dalsze losy                                                  |
| Dowództwo                                                    | Dowództwo                                                    | Dowództwo                                                    |
| ------------------------------------------------------------ | ------------------------------------------------------------ | ------------------------------------------------------------ |
| dowódca pułku                                                | ppłk dypl. piech. Antoni Chruściel                           | zwolniony z niemieckiej niewoli                              |
| I adiutant                                                   | kpt. piech. Teodor Białobrzeski                              | niemiecka niewola (Oflag VII A Murnau)                       |
| II adiutant                                                  | ppor. Zenon Jerzy Burski                                     |                                                              |
| oficer informacyjny                                          | kpt. piech. Feliks Dziębowski                                | †12 IX 1939 Działki                                          |
| oficer łączności                                             | kpt. Wiktor Chyliński                                        |                                                              |
| kwatermistrz                                                 | kpt. Alojzy Mikołaj Badziąg                                  |                                                              |
| naczelny lekarz                                              | ppor. lek. Henryk Prochacki                                  |                                                              |
| dowódca kompanii gospodarczej                                | por. Władysław Mścichowski                                   |                                                              |
| oficer taborowy                                              | kpt. tab. Witold Ber                                         |                                                              |
| kapelmistrz                                                  | ppor. kplm. Władysław Kołakowski                             |                                                              |
| I batalion                                                   |                                                              |                                                              |
| dowódca I batalionu                                          | mjr Zygmunt Rosiński                                         | †2 IX 1939                                                   |
| adiutant                                                     | ppor. rez. Bolesław Kozubowski                               |                                                              |
| dowódca 1 kompanii strzeleckiej                              | por. Leon Mierczyński                                        |                                                              |
| dowódca 2 kompanii strzeleckiej -                            | por. Piotr Nowik                                             |                                                              |
| dowódca 3 kompanii strzeleckiej                              | por. Józef Szubert                                           |                                                              |
| dowódca I plutonu                                            | ppor. piech. Paweł Nosko                                     |                                                              |
| dowódca II plutonu                                           | ppor. piech. Stanisław Dudziński                             |                                                              |
| dowódca III plutonu                                          | ppor. piech. rez. Stefan Wichrowski                          | †1940 Katyń                                                  |
| dowódca 1 kompanii ckm                                       | por. Stefan Zdoliński                                        |                                                              |
| dowódca plutonu                                              | ppor. Marian Kowalski                                        | †9 IX Jeżów                                                  |
| dowódca plutonu                                              | ppor. Franciszek Ropelewski                                  | †9 IX Jeżów                                                  |
| II batalion                                                  |                                                              |                                                              |
| dowódca II batalionu                                         | mjr Stefan Pękalski                                          | †9 IX Jeżów                                                  |
| adiutant                                                     | ppor. piech. rez. Jan Bolecki                                |                                                              |
| adiutant                                                     | ppor. piech. Tadeusz Władysław Muskat                        | od 14 IX 1939, KW, niemiecka niewola                         |
| dowódca 4 kompanii strzeleckiej                              | por. Mieczysław Postrach                                     |                                                              |
| dowódca 5 kompanii strzeleckiej                              | por. Julian Szewczyk, ppor. Wiktor Gawurski                  |                                                              |
| dowódca I plutonu                                            | ppor. Adolf Szerszenowicz                                    |                                                              |
| dowódca II plutonu                                           | ppor. Krajewski, ppor. Edmund Sztuka                         |                                                              |
| dowódca III plutonu                                          | ppor. rez. Stanisław Terlecki                                |                                                              |
| dowódca 6 kompanii strzeleckiej                              | por. Stanisław Mioduszewski                                  |                                                              |
| dowódca 2 kompanii ckm                                       | por. Józef Fedorowicz                                        |                                                              |
| dowódca I plutonu                                            | por. Jan Dominik Siemiątkowski                               |                                                              |
| dowódca II plutonu                                           | por. piech. rez. Zbigniew Roman Rubach                       | dowódca kompanii ckm baonu 15 pp                             |
| dowódca II plutonu                                           | pchor. rez. Jan Król                                         | od 9 IX 1939                                                 |
| dowódca III plutonu                                          | ppor. Kuźma Nowik                                            |                                                              |
| dowódca IV plutonu                                           | por. Antoni Dorożyński                                       |                                                              |
| dowódca plutonu moździerzy                                   | por. Tadeusz Brakowiecki                                     |                                                              |
| III batalion                                                 |                                                              |                                                              |
| dowódca III batalionu                                        | mjr Kazimierz Klimczak                                       | †9 IX Jeżów                                                  |
| adiutant                                                     | por. Leon Żaczek                                             |                                                              |
| adiutant                                                     | por. rez. Leon Żaczek                                        | †9 IX 1939 Rogów                                             |
| dowódca 7 kompanii strzeleckiej                              | por. Aleksander Kędra                                        | †9 IX Jeżów                                                  |
| dowódca 8 kompanii strzeleckiej                              | por. Mieczysław Leopold Rogaliński                           |                                                              |
| dowódca plutonu                                              | ppor. piech. Tadeusz Władysław Muskat                        | od 14 IX 1939 adiutant II baonu                              |
| dowódca plutonu                                              | ppor. Zdzisław Moszczeński                                   | †9 IX Jeżów                                                  |
| dowódca 9 kompanii strzeleckiej                              | kpt. Jan Narel                                               |                                                              |
| dowódca 3 kompanii ckm                                       | kpt. Bernard Bolesław Kruczyński                             |                                                              |
| dowódca plutonu                                              | ppor. Zygmunt Ryck                                           | †9 IX Jeżów                                                  |
| Pododdziały specjalne                                        |                                                              |                                                              |
| dowódca kompanii zwiadu                                      | por. Tadeusz Jarek                                           |                                                              |
| dowódca kompanii ppanc.                                      | por. Stefan Bazyli Czułajewski                               |                                                              |
| dowódca plutonu                                              | ppor. Józef Malinowski                                       | †9 IX Jeżów                                                  |
| dowódca plutonu artylerii piechoty                           | por. art. Piotr Mikolajczuk                                  |                                                              |
| dowódca plutonu pionierów                                    | por. Bolesław Lalka                                          |                                                              |
| dowódca plutonu pgaz                                         | por. Antoni Cader                                            |                                                              |
| batalion marszowy                                            |                                                              |                                                              |
| dowódca baonu                                                | kpt. Wacław Radziszewski                                     | †1940 Katyń                                                  |
| dowódca 1 kompanii                                           | ppor. Aleksander Gradziuk                                    | †1940 Katyń                                                  |
| dowódca 2 kompanii                                           | ppor. Witold Skwierczyński                                   | †1940 Katyń                                                  |

### Kawalerowie Virtuti Militari
Po zakończeniu walk, były dowódca Armii „Łódź” – gen. dyw. Juliusz Rómmel w „Rozkazie pochwalnym dla 30 Dywizji Piechoty” nadał order Virtuti Militari IV klasy ppłk dypl. Antoniemu Chruścielowi, order Virtuti Militari IV klasy: mjr. Kazimierzowi Klimczakowi,  mjr. Stefanowi Pękalskiemu, mjr. Zygmuntowi  Rosińskiemu.
Ponadto dowódca armii do dyspozycji dowódcy 82 pułku piechoty przekazał 30 orderów Virtuti Militari V klasy dla żołnierzy pułku.

## Symbole pułkowe
Sztandar
Sztandar został ufundowany przez ludność powiatu Brześć. 16 lipca 1928 roku Prezydent RP Ignacy Mościcki zatwierdził wzór lewej strony płachty chorągwi 82 pułku piechoty. 1 lipca 1928 roku w Brześciu Prezydent RP wręczył pułkowi chorągiew ufundowaną przez ludność powiatu brzeskiego.
Według notatki muzeum WP: po kapitulacji Modlina, sztandar został zakopany 28 września 1939 roku w Kazuniu między blokami mieszkalnymi dla podoficerów. Obecni przy zakopywaniu byli: kpt. Teodor Białobrzeski, gen. Chruściel (wówczas płk) i sierż. Nuszkiewicz. Poszukiwania kpt. Białobrzeskiego w miejscu wskazanym przez Nuszkiewicza nie dały rezultatu, a świadek wkrótce zmarł. Sztandar odnaleźli żołnierze 2 pułku saperów w okolicy mostu w Kazuniu. 1 lutego 1960 roku Gabinet Ministra Obrony Narodowej przekazał do zbiorów Muzeum WP płat z orłem od sztandaru 82 pp.
Odznaka pamiątkowa
28 czerwca 1928 roku Minister Spraw Wojskowych marszałek Polski Józef Piłsudski zatwierdził wzór i regulamin odznaki pamiątkowej 82 pułku piechoty. Odznaka o średnicy 38 mm ma kształt okrągłej tarczy pokrytej ciemnozieloną emalią (nawiązanie do barwy dawnych mundurów strzelców) z numerem „1” i skrótem „SYB” wpisanym w koło z oksydowanego srebra z numerem i nazwą aktualną pułku „82 PUŁK PIECHOTY”. Odznaka oficerska jednoczęściowa tłoczona była w srebrze i emaliowana, żołnierska też jednoczęściowa, tłoczona w tombaku bez emalii. Autorem projektu odznaki był oficer pułku Tadeusz Tomasz Brąglewicz, a wykonawcą Wiktor Gontarczyk z Warszawy.
Emblematy
31 grudnia 1937 roku Minister Spraw Wojskowych generał dywizji Tadeusz Kasprzycki zarządził by żołnierze pułku na naramiennikach kurtek i płaszczy nosili inicjały patrona „TK”, zamiast dotychczasowych numerów „82”, a także by nosili na kołnierzach (łapkach) kurtek sukiennych oraz kołnierzach płaszczy (peleryn sukiennych) emblematy wyobrażające stylizowanego orła z literą „S” na tarczy białociemnozielonej.

## Strzelcy syberyjscy
Dowódcy pułku
- mjr / płk piech. Franciszek Dindorf-Ankowicz (14 VII 1920 - 19 III 1927  → dowódca piechoty dywizyjnej 30 DP)
- ppłk / płk dypl. piech. Stanisław Świtalski (31 III 1927 – 23 X 1931 → dowódca piechoty dywizyjnej 9 DP)
- ppłk piech. Prymus Żelichowski (VIII 1931[30] – XI 1935 → kierownik Okr. Urz. WFiPW OK IX)
- ppłk dypl. piech. Stanisław Wiloch (XI 1935 – 1937 → I oficer sztabu generała do prac przy GISZ)
- ppłk dypl. piech. Antoni Chruściel (III 1938 - 28 IX 1939)

Zastępcy dowódcy pułku
- mjr piech. Józef Liwacz (p.o. 10 VII 1922 – 1923)
- ppłk piech. Antoni Własak (X 1924[31] – 22 V 1925 → zastępca dowódcy 17 pp)
- ppłk piech. Eugeniusz Zuger (22 V 1925 – 22 VII 1927 → dowódca 2 pspodh)
- ppłk piech. Jan Załuska (31 X 1927 – XII 1930 → dowódca 8 pp Leg.)
- ppłk piech. Józef Giza (28 I 1931 – 20 V 1932 → zastępca dowódcy 2 pspodh)
- ppłk dypl. piech. Aleksander Misiurewicz (od 15 V 1932[32][33])
- ppłk piech. Franciszek Mieczysław Targowski (31 III – IX 1939 → dowódca rezerwowego 82 pp)

II zastępca
- mjr piech. Edward Jan Pach (IV 1934[34] – 1939)

### Żołnierze 82 pułku piechoty - ofiary zbrodni katyńskiej
Biogramy ofiar zbrodni katyńskiej znajdują się między innymi w bazach udostępnionych przez Ministerstwo Kultury i Dziedzictwa Narodowego oraz Muzeum Katyńskie.
| Nazwisko i imię             | stopień              | zawód              | miejsce pracy przed mobilizacją  | zamordowany |
| --------------------------- | -------------------- | ------------------ | -------------------------------- | ----------- |
| Feinberg Nikodem Stefan     | podporucznik rezerwy | prawnik, mgr praw  | adwokat w Warszawie              | Katyń       |
| Gradziuk Aleksander         | porucznik rezerwy    | mistrz kominiarski | Okręg Kominiarski nr 45 Warszawa | Katyń       |
| Konaszewski Jan             | podporucznik rezerwy | student USB        |                                  | Katyń       |
| Krawecki Jan                | porucznik w st. sp.  | lekarz             |                                  | Katyń       |
| Nowacki Franciszek          | podporucznik rezerwy | urzędnik           | starostwo w Bielsku Podl.        | Katyń       |
| Skolimowski Zygmunt         | podporucznik rezerwy | nauczyciel         | szkoła w Sienkiewiczach          | Katyń       |
| Skwierczyński Witold        | podporucznik rezerwy | technik            |                                  | Katyń       |
| Trepczyk Ignacy             | podporucznik rezerwy | nauczyciel         | Szkoła Powszechna w Szerszowie   | Katyń       |
| Wichrowski Stefan           | podporucznik rezerwy | handlowiec         |                                  | Katyń       |
| Kierkowski Zygmunt          | porucznik rezerwy    | nauczyciel         | kier. szkoły powszechnej         | Charków     |
| Lodwich-Brzóskowski Juliusz | podporucznik rezerwy | nauczyciel         |                                  | Charków     |
| Lübke Michał Leopold        | podporucznik rezerwy | handlowiec         |                                  | Charków     |
| Mielniczuk Roman Jan        | podporucznik rezerwy |                    |                                  | Charków     |
| Pakulski Jerzy Pankracy     | podporucznik rezerwy | nauczyciel         |                                  | Charków     |
| Tryczyński Tadeusz Józef    | podporucznik rezerwy | urzędnik           |                                  | Charków     |
| Korybski Jan                | kapitan              | żołnierz zawodowy  | oficer mobilizacyjny 82 pp       | ULK         |
| Puch Jan                    | chorąży              |                    |                                  | BLK         |